# Глобачев, Константин Иванович
Константин Иванович Глобачёв (24 апреля (6 мая) 1870 — 1 декабря 1941, Нью-Йорк, США) — русский полицейский администратор, начальник Петроградского охранного отделения, генерал-майор. Брат полковника В. И. Глобачёва и генерал-майора Н. И. Глобачёва.

## Биография
Окончил Полоцкий кадетский корпус и 1-е военное Павловское училище по 1 разряду, два класса Николаевской академии Генерального штаба по 2 разряду.
В службу вступил 1 сентября 1888 года, с 10 августа 1889 года — подпоручик; с 1890 года — в Кегсгольмском гренадерском полку, с 10 августа 1893 года — поручик. 6 мая 1900 года произведён в штабс-капитаны гвардии с переименованием в ротмистры.
В Отдельный корпус жандармов из того же полка переведён 2 сентября 1903. Занимал должности:
- с 30 сентября 1903 — адъютант Петроковского Губернского жандармского управления,
- с 1 апреля 1904 — в резерве при Бакинском Губернском жандармском управлении,
- с 29 мая 1904 — в резерве при Гродненском Губернском жандармском управлении,
- с 5 сентября 1905 — начальник Жандармского управления в Лодзинском и Ласском уездах. 2 апреля 1906 — присвоено звание Отдельного корпуса жандармов подполковника. Находился в распоряжении варшавского обер-полицмейстера.
- с 29 декабря 1909 — начальник Отделения по охранению общественной безопасности и порядка в г. Варшава. 18 апреля 1910 года присвоено звание Отдельного корпуса жандармов полковника,
- с 20 ноября 1912 года — начальник Нижегородского Губернского жандармского управления,
- с 1 февраля 1914 — начальник Севастопольского Жандармского управления,
- с 11 февраля 1915 — начальник Отделения по охранению общественной безопасности и порядка в Петрограде.

1 января 1916 за отличие по службе начальник Отделения по охранению общественной безопасности и порядка в г. Петрограде, Отдельного корпуса жандармов полковник К. И. Глобачёв произведён в генерал-майоры, со старшинством на основании С. В. П. 1869 г. VIII, 42.
В. Ф. Джунковский, бывший в 1913—1915 годах товарищем министра внутренних дел и командующим Отдельным корпусом жандармов, в своих воспоминаниях назвал Глобачёва «отличным во всех отношениях офицером, прекрасно разбиравшимся в розыскном деле».

### Революция и Гражданская война
Во время Февральской революции Глобачёв был арестован и находился в заключении в тюрьме «Кресты», а затем на гауптвахте в здании бывшего штаба корпуса жандармов. Четыре раза допрашивался следователями Чрезвычайной следственной комиссии Временного правительства. Незадолго до Октябрьской революции был освобождён.
Оказавшись на свободе, Глобачёв пробрался на занятую немцами Украину, где устроился на службу в формирующийся Департамент державной варты (полицию), откуда перешёл в особый отдел дружины генерала Кирпичёва. После занятия Киева 14 декабря 1918 года войсками Петлюры Глобачёв бежал в Одессу, которая в то время была занята французскими войсками. С оставлением французами Одессы в апреле 1919 года Глобачёв эвакуировался оттуда на пароходе на Принцевы острова.
В конце июня 1919 года Глобачёв выехал из Константинополя в Новороссийск, на Юг России, где долго не мог получить никакого назначения и в итоге поступил на работу в главное управление снабжения. В ноябре 1919 года получил предложение занять должность начальника Одесского морского контрразведовательного района и выехал в Одессу, добравшись туда в начале декабря. С оставлением белыми Одессы Глобачёв был 25 января 1920 был эвакуирован в Севастополь, где подал рапорт об отчислении от должности и 2 февраля выехал в Константинополь.
В Константинополе некоторое время состоял при канцелярии представителя Добровольческой армии генерала Лукомского, где заведовал паспортной частью.

### В эмиграции
В 1923 году Глобачёв уехал в США вместе с семьёй, где жил в Нью-Йорке. В 1930 году Глобачёв был приглашён А. М. Драгомировым в Париж выполнять контрразведывательную работу для РОВС. В основном, его работа заключалась в проверке желающих вступить в РОВС. К 1934 году финансовые трудности заставили РОВС сократить расходы и штат сотрудников, Глобачёв потерял работу и возвратился в США, где работал коммерческим художником. Скончался 1 декабря 1941 года.
Оставил воспоминания «Правда о русской революции».

## Награды
- Орден Св. Владимира 4 ст. (1907)
- Орден Св. Владимира 3 ст. (14.04.1913)

## Сочинения
- Глобачёв К. И. Правда о русской революции: Воспоминания бывшего начальника Петроградского охранного отделения. — М.: Российская политическая энциклопедия (РОССПЭН), 2009. — 519 с. — ISBN 978-5-8243-1056-6.